# HI-gruppen

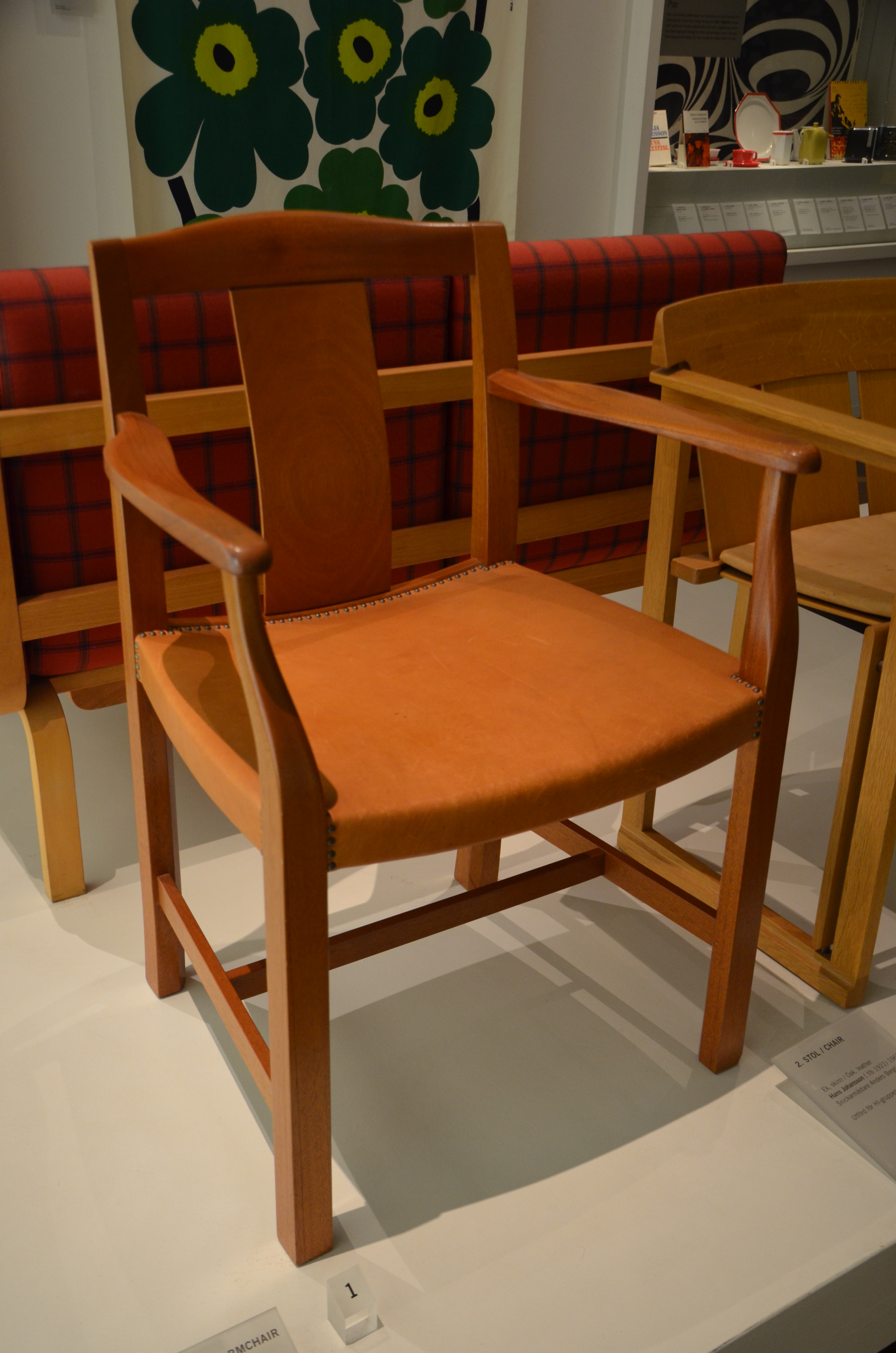
Armstol, formgiven av John Kandell, gjord av snickarmästare David Sjölander och tapetmästare Gösta Engström

HI-gruppen var en  grupp av hantverksmästare och inredningsarkitekter, grundad i Stockholm 1957 av inredningsarkitekt Stig Lönngren 1957.
Gruppen arbetade med att formge och tillverka hantverksmässigt högklassiga möbler med tanke på industriell tillverkning och hade sin första utställning i Hantverkets lokaler 1960. Möblerna numrerades under åren från 1 till 100. Gruppen var verksam till 1972.
Medlemmar (1957) 
- Stig Lönngren (1924–2022), inredningsarkitekt SIR och möbelformgivare
- Gösta Engström (1926–2006), tapetserarmästare
- Anders Berglund (1923–1992), snickarmästare
- Hans Johansson (1921–2014), inredningsarkitekt SIR och möbelformgivare
- Stig-Åke Nordell (1924–2022),[3] inredningsarkitekt SIR och möbelformgivare
- Holger Johansson, plåtslagarmästare
- Hans Kempe, inredningsarkitekt SIR och möbelformgivare
- Lars Larsson, snickarmästare
- Thea Leonhard (1924–1972), inredningsarkitekt SIR och möbelformgivare
- Erik Lindegren, snickarmästare
- Lars E. Ljunglöf, inredningsarkitekt SIR och möbelformgivare
- David Sjölinder, snickarmästare
- John Kandell, (1925-1991), inredningsarkitekt SIR och möbelformgivare medlem sedan 1961
- Erik Karlström, (1923-2005), inredningsarkitekt SIR och möbelformgivare, medlem sedan 1961
- Åke Nilsson, tapetserarmästare medlem sedan 1961
- Åke Axelsson, (f. 1932) inredningsarkitekt SIR och möbelformgivare, medlem sedan 1963